# Maruvanahalli, Krishnarajpet
Maruvanahalli là một làng thuộc tehsil Krishnarajpet, huyện Mandya, bang Karnataka, Ấn Độ.